# Hebungsrisse in Staufen im Breisgau

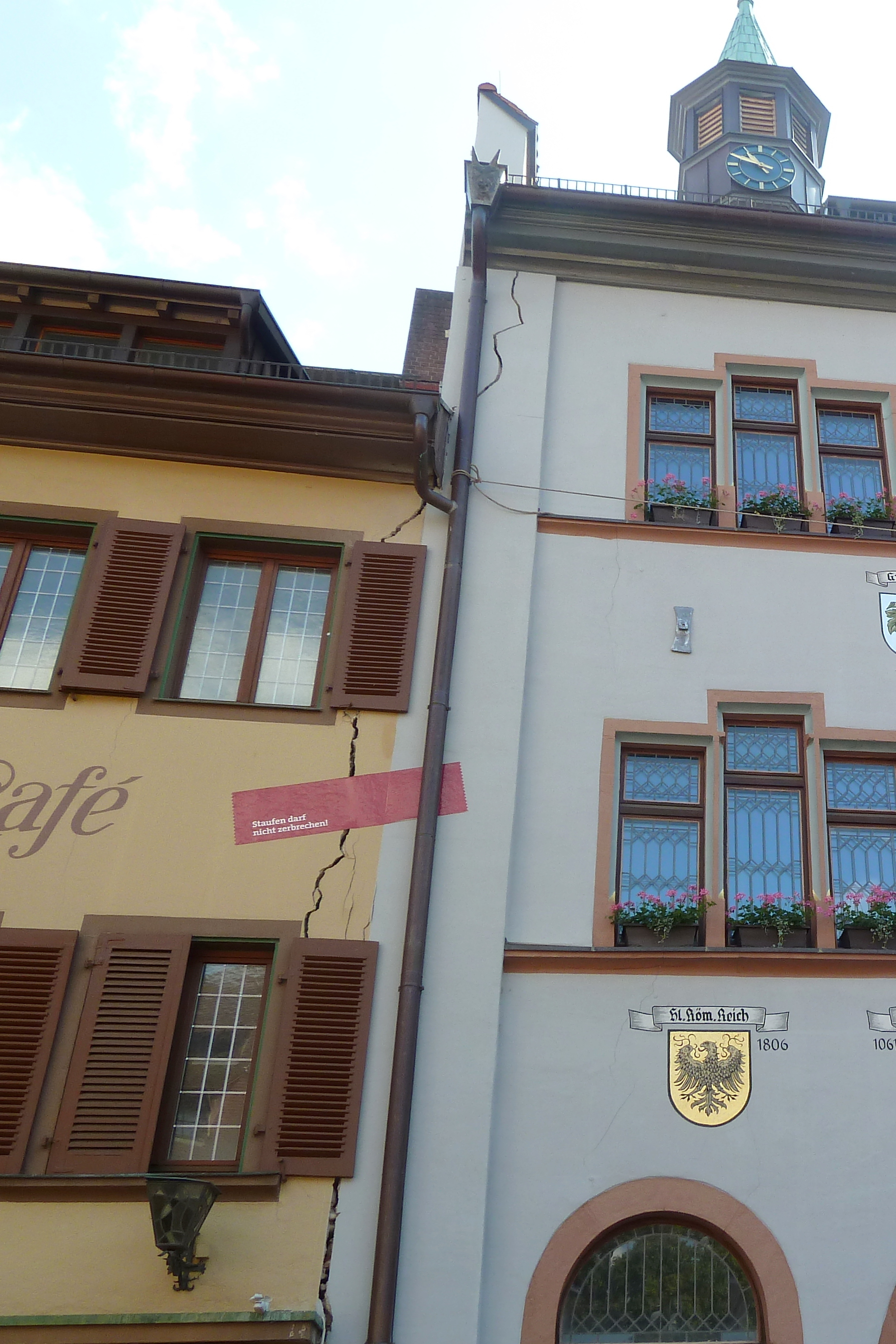
Riss zwischen Rathaus und Rathauscafe

Die Hebungsrisse in Staufen im Breisgau werden durch Geländehebungen im historischen Ortskern der Stadt in Baden-Württemberg verursacht. Sie wurden 2007 entdeckt, gelten als Folgen von Geothermiebohrungen, die im selben Jahr durchgeführt wurden, und dauern an. Neben den Ereignissen in Staufen gab es vergleichbare Vorfälle durch Hebungen und Senkungen als Folge von Erdwärmebohrungen z. B. in Kamen im Ruhrgebiet sowie in Rudersberg im Rems-Murr-Kreis.

## Geschichte

### Bohrungen
In den Jahren 2006 bis 2007 wurde das Staufener Rathaus aus dem 16. Jahrhundert renoviert und saniert. Im Zuge der Arbeiten wurde unter anderem eine Heizanlage eingebaut, die mittels Geothermie die Räume im Winter beheizen und im Sommer kühlen sollte.
Hierzu wurden zwischen 3. und 21. September 2007 sieben Erdwärme-Sondierungsbohrungen (EWS 1 bis EWS 7) niedergebracht. Die ersten 14 Meter wurden mit einem Durchmesser von 161 mm gebohrt und als Standrohre ausgebaut. Ab dort wurde der Durchmesser auf 135 mm reduziert. Die Bohrungen waren jeweils für eine Tiefe von 140 Metern geplant und genehmigt worden. Während die Bohrlöcher EWS 3 bis EWS 7 die planmäßige Tiefe erreichten, stürzte das Bohrloch EWS 1 auf den letzten 5 Metern ein, bevor die Geothermie-Sonden installiert worden waren. Das Bohrloch EWS 2 stürzte vermutlich bereits ab 105 Metern Tiefe abwärts ein. Die Bohrungen wurden als Imlochhammerbohrung unter der Verwendung von Druckluft als Bohrfluid durchgeführt.

### Ursache und Entdeckung
Wie sich später herausstellen sollte, hatten die Bohrungen eine Verbindung zwischen einer Schicht mit unter hohem Druck stehendem Grundwasser und einer darüber liegenden etwa 75 m mächtigen Gipskeuperschicht geschaffen. Durch die Wasseraufnahme hat der in der Gipskeuperschicht eingelagerte Anhydrit begonnen, sich zu Gips umzuwandeln. Bei dieser Umwandlung kann sich das Volumen um bis zu 60 % erhöhen. Ist der lithostatische Druck des Gesteins über der Gipskeuperschicht kleiner als der Quelldruck des Anhydrits, kann dieser nicht kompensiert werden und wirkt sich auf die Erdoberfläche aus.
Die Folgen dieser Ausdehnung, die auch als Salzsprengung oder Gipskeuperquellen bezeichnet wird, waren bereits kurz nach der Rathauseröffnung vom 21. September 2007 festzustellen, als feine Risse erkennbar waren, die irrtümlich zuerst der getrockneten, zuvor frisch aufgebrachten Farbe zugeschrieben wurden. Vorkommen und Größe der Risse erhöhten sich und weiteten sich auf weitere Innenstadtgebäude aus. Im Januar 2008 wurden 26 Messpunkte in der Stadt eingerichtet, um die Bewegung der Erdoberfläche erfassen zu können. Anfangs hatte man vermutet, es handle sich um eine Absenkung der Erdoberfläche als Folge der Bohrungen, die sich jedoch im Verlauf der Messung größtenteils als Hebung erwies. Im Mai 2008 wurden daher 21 weitere Messpunkte eingerichtet, denen später 10 zusätzliche folgten. Motiv für diese letzten Sonden waren die gemeldeten Schäden in größerer Entfernung zum Rathaus. Sie traten vor allem in der Mühlengasse und der Straße Auf dem Graben auf. Auch die Lilienhofschule in 200 m Entfernung vom Rathaus meldete Schäden.
Am Messpunkt in der Rathausgasse 8 konnte zwischen 14. Januar und 19. August 2008 eine Hebung von 66 mm in sieben Monaten nachgewiesen werden, was ungefähr einem Zentimeter pro Monat entsprach. Ungefähr 120 Häuser waren bereits beschädigt worden.

### Gutachten 2008
Im August 2008 wurde durch die Materialprüfanstalt der Universität Stuttgart ein Gutachten vorgelegt, das im Rahmen des Beweissicherungsverfahren seitens der Stadtverwaltung beauftragt worden war. Es kam zu dem Schluss, dass die Sondierungen als Grund für die Hebung wahrscheinlich, jedoch nicht erwiesen sind. Dass eine sorgfältigere, jedoch kostenintensivere Arbeitsweise durch den Bauunternehmer die Hebung verhindert hätte, konnte nicht nachgewiesen werden. Ebenso wird das Bohrverfahren mit Imlochhammer und Luftspülung als Stand der Technik bezeichnet.
Im Gegensatz dazu gäbe es derzeit kein Verfahren zum Stoppen der Hebung, das ebenfalls als Stand der Technik bezeichnet werden könne. Die Sonden 2 und 7 sollten nicht in den Heizkreislauf eingebaut werden, sondern durch Injektionen aus den Sondenrohren oder durch Vereisen und späteres Verpressen den wahrscheinlich durchlässigen Ringraum verschließen. Die Vereisung sollte nach dem Gutachten für zwei Jahre betrieben werden. Sollte die Maßnahme erfolgreich sein, würde sich die Hebung pro Jahr um 15 bis 30 Prozent reduzieren.
Für das Rathaus und weitere akut betroffene Gebäude empfahl das Gutachten, noch im Jahr 2009 Stabilisierungsmaßnahmen vorzunehmen. Die Untergeschosse der Gebäude sollten über eine Sohlplatte zu einem möglichst stabilen Kasten ausgebaut werden. Damit könnten die Gebäude später über ein Verfahren wie das Compensation Grouting korrigiert werden. Zusammenhängende Gebäude sollten getrennt werden, um gemeinsame Tragwände zu verhindern.
Es wurde darauf hingewiesen, dass der Hebungsprozess und das Entstehen damit verbundener Risse noch Jahrzehnte andauern könne, sie dabei jedoch langsamer werden sollten. Das Gutachten sieht die Kernproblemzone im Bereich zwischen Meiergasse, Jägergasse, Kirchstraße und Hauptstraße. Die Kirche würde vermutlich in den Hebungsbereich fallen, während dies bei den Schäden aus der Lindenhofschule eher bezweifelt wurde. Für beide Gebäude sollten weitere Gutachten folgen. Nach Erfüllung zusätzlicher Anforderungen könne die Anlage im Rathaus jedoch in Betrieb genommen werden, da diese keine Auswirkungen auf den Quellprozess haben dürfte. Das Rathaus wird inzwischen jedoch wieder mit einer Gasheizung beheizt.

### Gegenmaßnahmen
Im Dezember 2008 wurde für den Februar des folgenden Jahres eine Kernbohrung angekündigt, die in Rathausnähe weitere Erkenntnisse zu den Vorgängen unter der Erde bringen sollte. Anfang März wurde mit der Bohrung begonnen, die innerhalb von sechs bis acht Wochen in den Lettenkeuper in 140 m Tiefe vorstoßen sollte. Bereits zwei Wochen nach Beginn der Bohrung wurde klar, dass sich die Erkundungsbohrungen und das Sondenfeld wegen einer tektonischen Verwerfung auf zwei geologisch verschiedenen Erdschollen befanden. Daher wurde mit einer zweiten Bohrung (EKB 2) in geringerer Entfernung zum Sondenfeld begonnen. Mitte Juli befand sich der Bohrmeißel erst bei ungefähr 100 m. Im September 2009 war die gewünschte Tiefe erreicht.
Im Verlauf der Bohrungen war man auf eines der Bohrlöcher für die Geothermiesonden gestoßen und hatte dabei Qualitätsmängel am Zement entdeckt, der für die Abdichtung verwendet worden war. Zudem wiesen die Bohrlöcher bis zu 20 m Abweichung von der Lotrechten auf, wie die Bohrlochvermessung mit einer eigens für diesen Zweck entwickelten Messsonde ergab. Dadurch konnte keine präzise Überbohrung mit einem größeren Durchmesser durchgeführt werden, um die undichten Bohrlöcher abzudichten.
Stattdessen kam ein ebenfalls extra für diesen Zweck entwickeltes Verfahren zum Einsatz, um die nachträgliche Ringraumabdichtung der Erdwärmesondenbohrungen durchzuführen. Nachdem die Schläuche der Sonden gezielt perforiert worden waren, wurde Spezialzement in den Ringraum und das umliegende Gebirge eingepresst. Bis Mitte Dezember 2009 waren alle sieben Bohrlöcher im unteren Bereich mit Beton abgedichtet, wobei eine der Sonden im Vergleich zu den anderen mit 1000 Litern ungefähr die zehnfache Menge an Zement im unteren Bereich aufnahm. Insgesamt bedurfte es 8000 Liter Zement, um dieses letzte Bohrloch abzudichten.
Laut Experten vom Landesamt für Geologie, Rohstoffe und Bergbau kann die Sondenbohrung EWS 2, die wegen des Einsturzes auf den untersten 40 m nicht zur Erdwärmesonde ausgebaut worden war, auch nach Abschluss der Maßnahme nicht als hydraulisch ordnungsgemäß abgedichtet betrachtet werden.

#### Brunnen
Parallel zum Abdichten der Bohrungen hatte man die Erkundungsbohrung 2 hinter dem Rathaus zu einem Brunnen umgebaut, um einen Teil des gespannten Grundwassers abzupumpen.
Auf einer Informationsveranstaltung als vorläufigem Schlusspunkt seiner Analysen konnte das Landesamt für Geologie, Rohstoffe und Bergbau im Februar 2010 von sinkenden Temperaturen an Stellen berichten, an denen zuvor ungewöhnlich hohe Temperaturen gemessen worden waren. Da man die höheren Temperaturen als Zeichen der Gips-Quellaktivität betrachtet, ging man davon aus, dass die Abdichtungsmaßnahmen wirksam waren und der permanente Pumpenbetrieb zudem zur Senkung des Grundwasserspiegels beitragen würde. Zudem sei der Bereich der stärksten Hebungen kleiner geworden.
Im September 2010 wurde für ca. 370.000 Euro mit dem Bau eines zweiten Brunnens zur Grundwasserentnahme begonnen, der im März 2011 in Betrieb ging. Statt der ursprünglich geplanten 160 m Tiefe betrug die Endtiefe dieser Brunnenbohrung 3 (BB 3) nur 127 m, da die dort vorgefundene Wassermenge als ausreichend betrachtet wurde. Bis zum Frühjahr 2013 waren die Pumpraten der beiden Brunnen auf ca. vier Liter gesunken: In der Erkundungsbohrung betrug die Pumprate 1,8 Liter pro Sekunde, statt der bisherigen 2,2 Liter pro Sekunde. In der Brunnenbohrung war sie sogar von 3,6 bzw. 3,8 auf 2,3 Liter pro Sekunde gefallen. Untersuchungen zum Alter des Wassers lassen zudem darauf schließen, dass es inzwischen hauptsächlich aus Niederschlägen stammt und nicht mehr aus der Nähe des Sondenfeldes. Die Geologen des Landesamtes vermuteten daher, dass keine zusätzliche Umwandlung von Anhydrit in Gips im Gange ist und die Abdichtungsmaßnahmen erfolgreich waren. Von Juni 2013 bis zum Frühjahr 2015 fielen die Pumpraten in Summe auf 3 Liter.
Die kontinuierliche Abnahme der Hebungsrate fiel im Jahr 2013 deutlich geringer aus als in den ersten beiden Jahren nach Abschluss der Abwehrmaßnahmen. Im Juli 2013 betrug die Hebung noch zwischen 3 und 5 Millimetern pro Monat. Im Oktober 2013 lag sie mit maximal 2,9 Millimetern pro Monat erstmals unter drei Millimetern, stagnierte jedoch im April 2014.
Als Grund dafür wurde ein noch immer stetiger, wenn auch geringer Grundwasserzutritt in die quellfähigen Schichten im Bereich der EWS 2 angenommen, den die bisherigen Abwehrmaßnahmen nicht verhindern konnten. Um den Zufluss zu unterbinden, muss der Grundwasserspiegel abgesenkt werden. Da dies über eine Erhöhung der Fördermenge mit den beiden bestehenden Brunnen anscheinend nicht zu erreichen war, wurde im Frühjahr 2014 der Bau eines neuen Brunnens beantragt. Bohrbeginn war am 6. Oktober im Innenhof zwischen technischen Rathaus und den Gebäuden Kirchstraße 3/7, wo sich zuvor das ehemalige Stadtplanungsamt befunden hatte. Das Bohrloch musste während der Arbeiten zweimal aufzementiert und wiederaufgebohrt werden, da die Bohrlochwandung instabil war. Die Kosten für den Bau betrugen ungefähr 600.000 Euro.
Nachdem im September 2015 der Pumpbetrieb in der neuen Brunnenbohrung 4 mit 1 l/s aufgenommen und die Pumpe in Brunnenbohrung 3 ausgetauscht worden war, lagen die Pumpraten in Summe fortan bis Sommer 2016 auf 3,5 Liter pro Sekunde.
Gleichzeitig nahm die maximale Hebungsrate weiter ab: Von 2,8 Millimetern im September 2014, über 2,34 im November 2015, lag sie im März 2016 bei 2,1 Millimetern pro Monat und sank im Lauf des Jahres 2017 auf unter 2 Millimeter. Die maximale Erhebung im Zentrumsbereich betrug bis zum März 2016 57 Zentimeter. Auch bei der horizontalen Verschiebung, die bis zum November 2014 stellenweise bis zu 40 Zentimeter erreicht hatte, war im November 2015 eine Verlangsamung zu erkennen. 2020 rechnete das Land damit, dass dauerhaft Grundwasser abgepumpt werden müsse, um Gebäudeschäden zu vermeiden.

#### Gasnetz
Bis zum August 2011 hatte der örtliche Gasnetzbetreiber Badenova 1,15 Millionen Euro in die Sicherheit des Gasnetzes im Hebungsbereich investiert. Der Großteil der Ausgaben floss in die 2009 vollendete Sektionierung des Netzes. Badenova ist dadurch in der Lage, einzelne Teile der Gasleitung abzuschalten, ohne die Versorgung für die komplette Stadt zu unterbrechen. An 16 Stellen im Netz wurden zudem Dehnungsbögen verbaut, um eine mögliche Verformung durch die Hebungskräfte kompensieren zu können. Im Oktober 2013 wurde erklärt, dass sich der 100-Millimeter-Bogen in der Rathausgasse bereits um 89 Millimeter gedehnt habe und er ausgetauscht werden müsse. Im Juni 2014 hatten die Dehnungsbögen in der Rathausgasse und der Hauptstraße erneut das Maximum erreicht und mussten nochmals ausgetauscht werden.
Die Stadtwerke Müllheim Staufen erwarben zum 1. Januar 2015 für 8,75 Millionen Euro die Gasnetze der beiden Städte. Die siebenstellige Schadensersatzforderung der Badenova wegen der Hebungsrisse hatte die Verhandlungen erschwert. Beide Seiten hatten sich jedoch am Ende diesbezüglich geeinigt und über das Ergebnis Stillschweigen vereinbart. Badenova hat die Netze für 10 Jahre zum Betrieb gepachtet.

### Gebäudeschäden

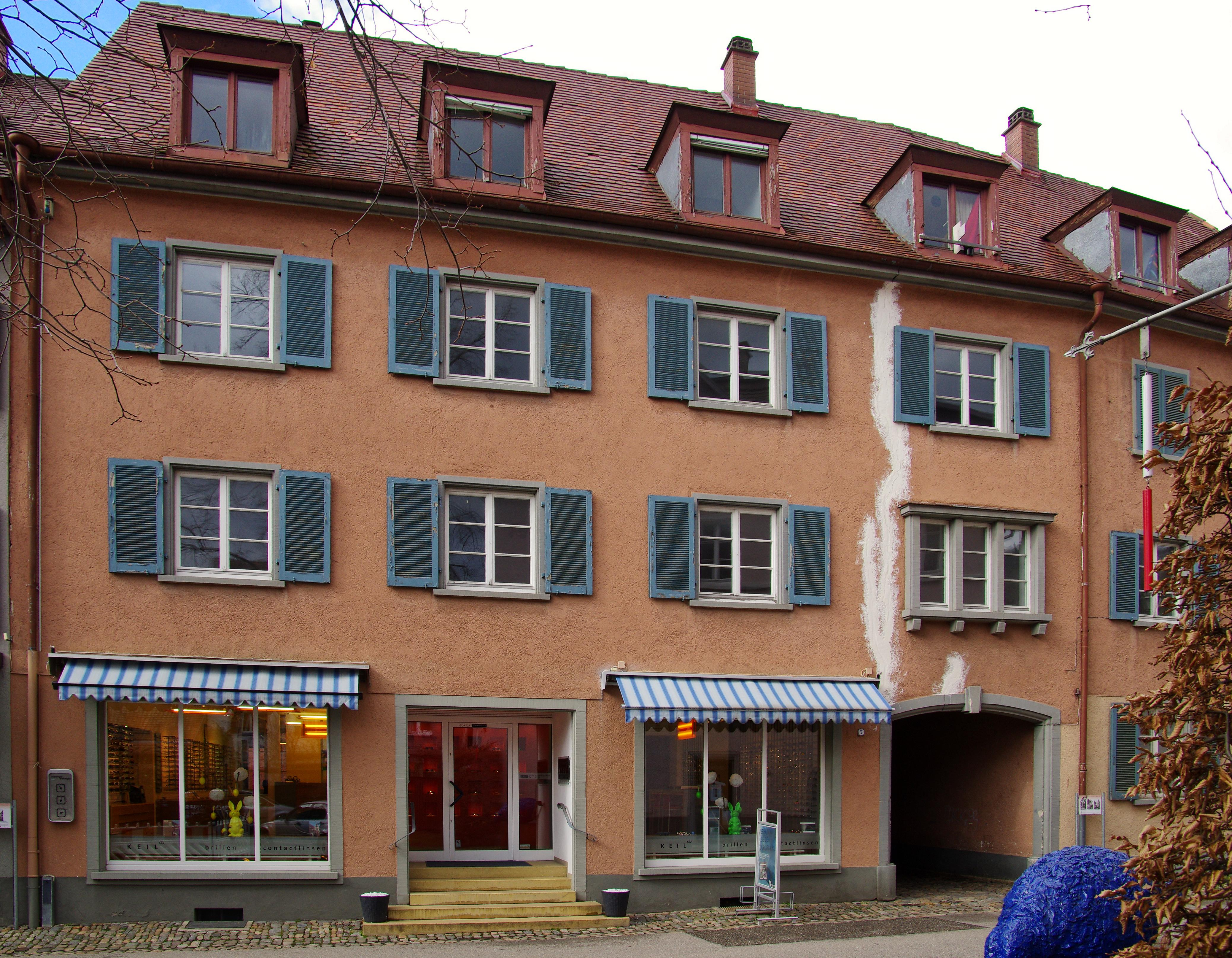
Haus Kirchstraße 5 mit Riss und großflächig aufgetragener Gipsmarke (März 2013)

Bis Oktober 2010 waren 268 Häuser von Schäden betroffen, davon 127 besonders stark beschädigte, die regelmäßig von einem Büro für Baukonstruktionen überwacht werden.

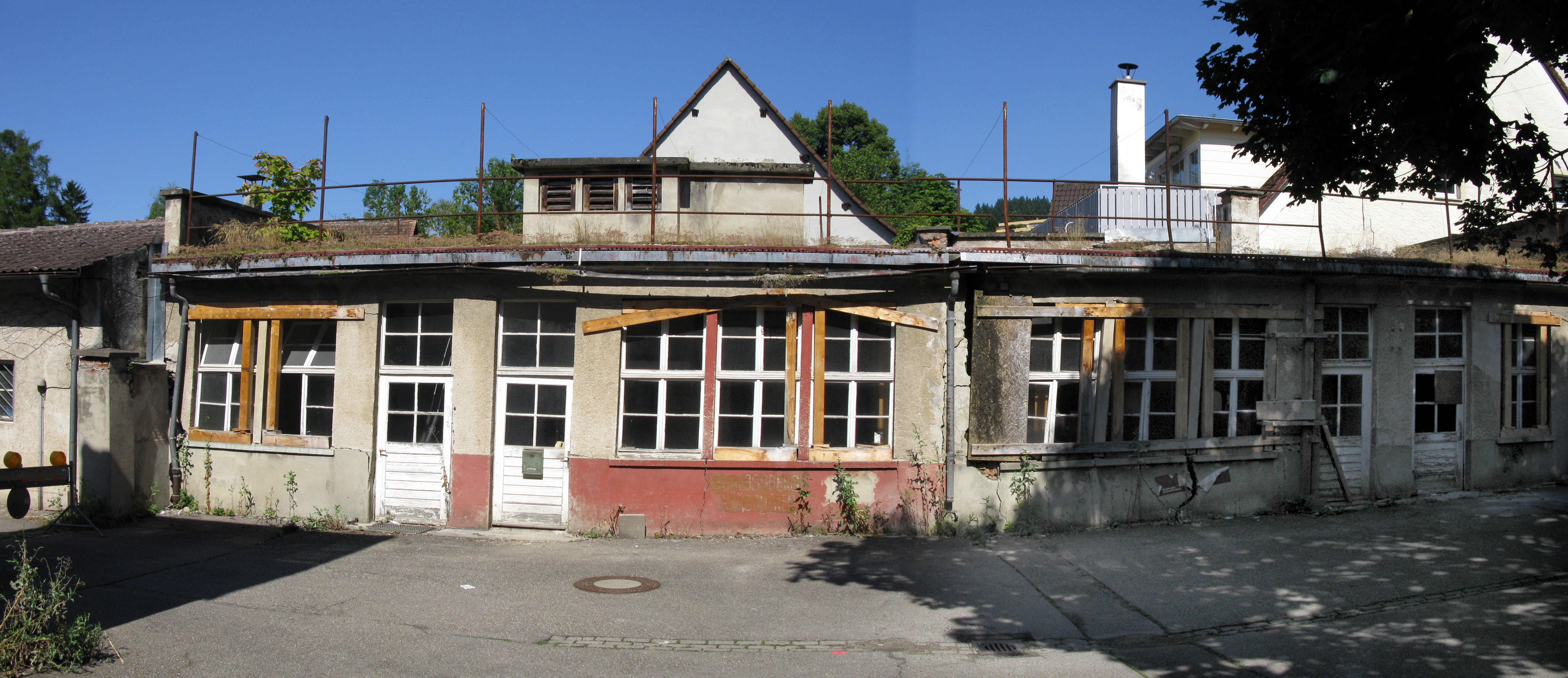
Schlossbergwäscherei am Tag vor dem Abriss

Im Dezember 2012 gab die Stadtverwaltung bekannt, dass die ehemalige Wasserwerkstatt der Stadt nicht mehr gerettet werden könne und abgerissen werden soll. Am 5. August 2013 wurde daher mit dem Abriss dieses ersten Gebäudes begonnen, das durch die Bohrungen geschädigt worden war. Es war 1915 errichtet worden und wurde von der ehemaligen Schlossbergwäscherei genutzt, bevor es der Stadt als Werkstatt und Lager diente. Das Gebäude hatte sich um insgesamt 45 Zentimeter gehoben.
Bereits im November 2009 war das Stadtbauamt wegen Einsturzgefahr geräumt worden. Es wurde jedoch zunächst nicht abgerissen, um als Demonstrationsobjekt zu dienen.
Im September 2014 wurde jedoch mit dem Abriss begonnen, um dort die Brunnenbohrung 4 niederzubringen. Der Abriss kostete 90.000 EUR.
Das Gebäude hatte ursprünglich als landwirtschaftliches Nebengebäude gedient, bevor es für die Nutzung durch die Feuerwehr umgebaut wurde. 1967 war die ehemalige Scheune um einen Schlauchturm erweitert worden. Als 1971 das Rathaus renoviert wurde, war das Feuerwehrhaus komplett in dieses und den ehemaligen Farrenstall nebenan umgezogen, das die Gemeinde bereits 1877 erworben hatte. Den Umzug hatte man mit einer großflächigen Erneuerung der Bausubstanz verbunden. Bis zum Umzug der Feuerwehr in das neue Feuerwehrhaus im Jahr 1996 war sie im Erdgeschoss untergebracht gewesen. Im zweiten Stock hatten sich städtisches Bauamt mit Wasserwerkstatt und Grundbuchamt befunden. Darüber war die Wohnung des Gerätewarts der Feuerwehr eingerichtet worden. Nach Wegzug der Feuerwehr wurden deren Räume 1997 für das Stadtarchiv umgebaut. Nach der Räumung im Jahr 2009 war die Wasserwerkstatt an die neu gegründeten Stadtwerke Müllheim Staufen übergegangen, das Bauamt war in neu angemietete Räume in der Adlergasse gezogen und das Stadtarchiv nach Grunern ausgelagert worden.
Es wurde jedoch nur ein Teil des Gebäudes abgerissen, der benachbarte ehemalige Farrenstall wird vorerst zur Sicherung des Nachbargebäudes und für weitere Untersuchungen erhalten, bevor er – nach Erarbeitung eines Sicherungskonzeptes – mittelfristig auch abgerissen werden soll. Im November 2014 wurde eine provisorische Treppe eingebaut, um den verbliebenen Gebäudeteil begehbar zu machen.
Ein weiterer Abrisskandidat könnte nach Aussage des Arbeitskreises Staufener Stadtbild aus dem Jahr 2015 das Rathaus-Café sein. Im Mai 2015 widersprach Bürgermeister Benitz jedoch dieser Einschätzung und verwies darauf, dass der Arbeitskreis nicht immer über alle Informationen verfüge. Wie im November 2015 auf der Pressekonferenz erklärt wurde, gelte dem Gebäude jedoch besondere Aufmerksamkeit. Im Januar 2016 bekräftigte er, nach einer entsprechenden Meldung der Badischen Zeitung, dass das Gebäude nicht einsturzgefährdet sei.

## Finanzielle Hilfe

### Stadt Staufen
Die Stadt kündigte im Dezember 2008 an, die später durch das Land übernommene Kernbohrung für 300.000 Euro ebenso vorzufinanzieren, wie eventuelle Provisorien zur statischen Sicherung von Gebäuden. In den fünf Jahren zwischen September 2007 und 2012 verursachten die Risse städtische Ausgaben von 2,5 Millionen Euro. Um einer Insolvenz zu entgehen, wurde diese zuletzt über Kredite finanziert. So musste die Gemeinde im November 2011 1,2 Millionen Euro Fremdkapital aufnehmen, während andere Gemeinden den wirtschaftlichen Aufschwung zum Schuldenabbau nutzen konnten.
Schätzungen nennen einen reinen Gebäudeschaden von bis zu 50 Millionen Euro. Welchen Anteil davon die Stadtverwaltung zu tragen hat, war im April 2013 noch ungeklärt. Am 2. Mai fand ein Spitzentreffen mit Vertretern des Landkreistages, des Städte- und des Gemeindetages sowie Vertretern aus dem Innen-, Umwelt- und Finanzministerium statt, auf dem diese Frage erörtert wurde. Im Juni 2013 wurde als Folge dieses Treffens angekündigt, dass in Kürze ein Vorschlag der Ministerien dem Kabinett zur Entscheidung vorgelegt werden sollte. Die Badische Zeitung interpretierte Aussagen von Bürgermeister Benitz auf der Pressekonferenz im Oktober 2013 dahingehend, dass bereits eine Regelung gefunden sei, über deren Details allerdings noch vom Kabinett beraten werden müsse. Im Zuge der Folgeveranstaltung im Februar 2014 erklärte Benitz, dass inzwischen Einigkeit über den Inhalt einer Finanzierungsvereinbarung für den ersten großen Teil der Beseitigung der Risseschäden mit vier Ministerien und den kommunalen Spitzenverbänden erzielt worden sei. Am 20. März unterzeichnete er zusammen mit Ministerpräsident Winfried Kretschmann, Städtetagspräsidentin Barbara Bosch und Gemeindetagsvizepräsident Artur Ostermaier eine Vereinbarung über die Finanzierung von 30 Millionen Euro zur Schadensbeseitigung innerhalb der nächsten 15 Jahre: Jeweils 12 Millionen kommen vom Land und aus dem kommunalen Finanzausgleich, die restlichen sechs Millionen werden von der Stadt getragen.
Die kumulierten Kosten zur Schadensabwehr und für die bisherigen Sanierungsarbeiten beliefen sich bis September 2015 auf 9,49 Millionen Euro, von denen die Stadt Staufen einschließlich eigener Leistungen durch Stadtverwaltung und städtischen Bauhof rund 3 Millionen trägt.

### Land Baden-Württemberg
Der Wirtschaftsminister und stellvertretende Ministerpräsident Ernst Pfister kündigte im Februar 2009 an, dass das Land die Erkundungsbohrung mit 300.000 Euro bezahlen würde, man jedoch bei höheren Kosten nochmals verhandeln müsse. Zudem deutete er an, dass das Land Bankbürgschaften für Kredite zur Durchführung unaufschiebbarer Sanierungen übernehmen und zudem über Konjunkturprogramme helfen könnte.
Bis zum Oktober 2009 ging eine erste Zahlung des Landes von 614.000 Euro bei der Stadtverwaltung ein. Im Dezember 2009 wurde eine Hilfe für Staufen in Höhe von 2 Millionen Euro aus dem Kommunalen Investitionsfonds beschlossen. Im Januar 2011 hatte das Land insgesamt 3,6 Millionen Euro für die Erkundung und Sanierung des Sondenfelds bereitgestellt sowie eine weitere Million für die Schlichtungsstelle. Am 2. Februar 2011 wurden mit dem Dritten Nachtragshaushalt 2011 weitere 2 Millionen Euro zur Unterstützung der Stadt Staufen freigegeben.
Am 15. Februar 2012 wurde zudem geregelt, „dass 50 Prozent des Betrags, den das Land im Einvernehmen mit den kommunalen Landesverbänden der Stadt Staufen nach Abzug der von der Stadt zu tragenden Eigenbeteiligung für Sanierungsmaßnahmen zur Bewältigung der Hebungskatastrophe gewährt“ aus dem kommunalen Finanzausgleich kommen.
Bis zum März 2014 hatte das Land von 7,5 Millionen Euro, die die Krise bereits gekostet hatte, 5,3 Millionen übernommen.

### Schlichtung und Interessengemeinschaft
Bereits im Oktober 2008 hatte Bürgermeister Michael Benitz erklärt, er wünsche sich eine politische Lösung bei der Behebung der Hebungsschäden. Das Land solle alle beteiligten Parteien an einen Tisch bringen und ihnen eine einvernehmliche, nichtjuristische Lösung des Problems anbieten. An dessen Ende sollte laut Benitz ein Fonds stehen, in den alle einzahlen und aus dem alle Rechnungen zwecks der Sanierung von Häusern bezahlt werden können.
Im Sommer 2010 wurden mehrere Mitglieder der Schlichtungsstelle berufen und eine Schlichtungsordnung vom Gemeinderat verabschiedet. Diese wurde am 22. September 2010 im Beisein von Staatsminister Helmut Rau unterzeichnet. Als Vorsitzender der Schlichtungsstelle wurde Jochen Teigeler eingesetzt, der bis zum Mai 2010 Präsident des Landgerichts Freiburg gewesen war. Der Bad Krozinger Ingenieur Hans-Eckart Zipfel wurde sein Stellvertreter. Zur Unterstützung der Schlichtungsstelle wurde eine Stelle im Staufener Bauamt ausgeschrieben, die jedoch bei Unterzeichnung noch nicht besetzt war. Das Land sorgte mit einer Million für die finanzielle Ausstattung der Schlichtungsstelle, unterschrieb jedoch nicht die Schlichtungsordnung, um keine rechtliche Verpflichtung zu erzeugen.
Vertragspartner der Stadt war die vermutlich im Jahr 2009 gegründete Interessengemeinschaft der Riss-Geschädigten (IGR). Bei ihr handelt es sich um eine Gesellschaft des bürgerlichen Rechts, die nach eigenen Angaben die Inhaber von rund 90 % der schwer betroffenen Gebäude in der Staufener Innenstadt vertritt.
Im Oktober 2010 lag der Schlichtungsstelle, die auf Sofortmaßnahmen beschränkt war, nur ein Antrag auf Übernahme der Kosten einer Reparatur vor. Dies führte der Bürgermeisterstellvertreter Helmut Zimmermann darauf zurück, dass das städtische Bauamt sämtliche dringenden Arbeiten bereits durchgeführt hatte.

Verlauf seit September 2012

Im Beisein von Staatsministerin Silke Krebs (Bündnis 90/Die Grünen) sowie der Abgeordneten Bärbl Mielich (Bündnis 90/Die Grünen) und Christoph Bayer (SPD) wurde am 17. September 2012 die Schlichtungsordnung für die Regulierung der Schäden unterzeichnet. Sie galt vorerst für ein Jahr. Die Gültigkeit verlängert sich jedoch jeweils automatisch um ein weiteres Jahr, falls der Vertrag nicht drei Monate vor Ablauf[veraltet] von einer der beiden Vertragsparteien gekündigt wird.
Bis zum 17. September 2012 waren 68 Sofortmaßnahmen über die Schlichtungsstelle nach der ersten Schlichtungsordnung durchgeführt worden. Im Rahmen der zweiten Schlichtungsordnung waren bis zum Februar 2013 90 Anträge eingegangen, von denen der Großteil abgewickelt wurde. Dabei war rund eine halbe Million Euro ausgezahlt worden. Bis zum September 2016 waren bereits 366 Anträge eingegangen, davon 165 im vereinfachten Verfahren.

### Initiative
Der 1977 gegründete Verein Arbeitskreis Staufener Stadtbild e. V. rief im April 2009 zu einer Spendenaktion auf. Laut Angaben des Vorsitzenden Konstantin Technau sei dies über die Vereinssatzung gedeckt, man müsse jedoch noch prüfen, ob die Spenden steuerlich absetzbar sind. Der Verein ist Teil der Initiative Wir halten Staufen zusammen, die sich im Frühjahr/Sommer 2009 zur Spendensammlung bildete. Es wurde eine Webseite erstellt und ein Informationsstand in der Innenstadt betrieben. Auf einer Webseite kündigte sie u. a. an, historische Dachziegel aus der Altstadt verkaufen zu wollen. Der Preis bestimme sich nach der Anzahl beschädigter Häuser.

### Stiftung

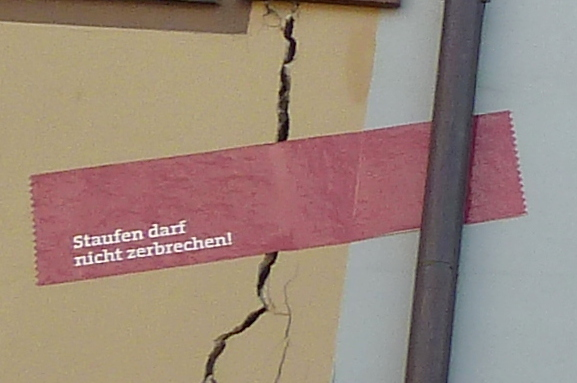
Riss zwischen Rathaus und Rathaus-Cafe mit Rissverschluss „Staufen darf nicht zerbrechen“

Im Dezember 2009 beschloss der Staufener Gemeinderat die Satzung der „Stiftung zur Erhaltung der Historischen Altstadt in Staufen i.Br.“, die am 13. Januar 2010 gegründet wurde. Für das Kuratorium konnten folgende Persönlichkeiten des öffentlichen Lebens gewonnen werden: Erwin Teufel, Klaus Mangold, Christian Hodeige, Christian Nienhaus, Alexander von Vegesack und Jochen Glaeser.
Die Stiftung sammelt unter dem Motto „Staufen darf nicht zerbrechen“ Spenden, beispielsweise durch Benefizkonzerte, Kunstauktionen und den Verkauf diverser Merchandising-Artikel, auf denen Risse zu sehen sind, die von einem roten Band/Pflaster überklebt bzw. zusammengehalten werden. So erschien eine Sonderbriefmarke, die allerdings nur in lokalen und regionalen Geschäften, Banken und Winzergenossenschaften zu kaufen ist, sowie ein limitierter Krug der Majolika-Manufaktur in Karlsruhe.
Auch wenn es nicht gelang, den Altbundeskanzler Gerhard Schröder für das Kuratorium zu gewinnen, war er einer der Prominenten, die im Rahmen einer Anzeigenkampagne für die Stiftung warben. Weitere Persönlichkeiten der Kampagne waren Ulrich Wickert, Peter Boudgoust, Cherno Jobatey, Frank Elstner, Tomi Ungerer, Tony Marshall sowie die Radiomoderatoren Sascha Zeus und Michael Wirbitzky.
Zu den Spendern zählen neben Privatpersonen und Unternehmen auch Gemeinden, zum Beispiel Breisach am Rhein (2012) und Oberried (2013).
Mitte März 2013 befanden sich in der Stiftungskasse nach Abzug aller Aufwendungen 420.000 Euro. Der Lagerbestand an Steinkrügen betrug noch 2900 Exemplare, von ursprünglichen 5000. Die Mannschaft des SC Freiburg signierte 30 der Steinkrüge, die zwischen März und Mai online von der Stiftung versteigert wurden und einen Erlös von 4.657 Euro einbrachten. Im Juni 2016 waren noch über 2000 Exemplare der Steinkrüge zum Abverkauf vorhanden.
Am 20. Mai 2016 begann die Stiftung mit dem Verkauf von 50.000 Lotterie-Losen zum Preis von 2,50 Euro pro Stück, um das Stiftungskapital zu erhöhen. Die Auslosung der 100 Hauptpreise der insgesamt 5000 Preise fand am 6. Januar 2017 statt.
Am 27. Januar 2023 erschien in der Badischen Zeitung ein Artikel über die Auflösung der Stiftung. Die Auflösung wurde bereits Anfang Dezember 2022 bei der beaufsichtigenden Stelle im Regierungspräsidium Freiburg und im Staatsanzeiger Baden-Württemberg veröffentlicht. Die breite Öffentlichkeit wurde erst im Rahmen der Gemeinderatssitzung vom 25. Januar 2023 informiert unter „Bekanntgabe von Beschlüssen der nichtöffentlichen Sitzung vom 21.12.2022“.

## Gerichtsverfahren
Im Frühjahr 2009 richtete die SPD-Bundestagsabgeordnete Elvira Drobinski-Weiß eine Anfrage an die Bundesregierung, wer für solche Schäden wie die in Staufen haftet. Michael Müller, der parlamentarische Staatssekretär des Bundesumweltministeriums, antwortete, dass es kein besonderes Haftungsrecht für die oberflächennahe Geothermienutzung gäbe und sich ein Anspruch auf Schadensersatz nach dem allgemeinen Schadensersatzrecht zu richten habe.
Im Februar 2010 verklagte der Staufener Hausbesitzer Claus Hermann vor dem Freiburger Landgericht (Aktenzeichen 14 O 471/08) die Stadt Staufen und später zusätzlich das Land Baden-Württemberg auf Schadensersatz, da dieses seiner Meinung nach die Bohrungen niemals hätte genehmigen dürfen. Das Land Baden-Württemberg verdoppelte die dreijährige reguläre Verjährungsfrist bis zum 31. Dezember 2013, um Klagen aus Zeitdruck zu verhindern. Der Ministerrat stimmte im Herbst 2013 einer Verlängerung des Verzichts der Einrede der Verjährung um weitere fünf Jahre bis Ende 2018[veraltet] zu.
Die Stadt verkündete am 31. März 2010 dem Land den Streit und entschied sich, selbst eine isolierte Drittwiderklage auf Feststellung einzureichen. Diese richtete sich gegen die Wälderbau GmbH aus Schwarzenberg bei Bregenz, das Vörstetter Planungsbüro Hölken & Berghoff (GbR) sowie gegen das Planungsbüro Systherma aus Starzach-Felldorf. Auf eine Amtshaftungsklage gegen das Land verzichtete die Stadt zu diesem Zeitpunkt jedoch.
Dennoch konnte Hermann seine Soforthilfemaßnahmen von der Schlichtungsstelle regulieren lassen. Henning von der Forst, einem zweiten Kläger, wurde dies verwehrt. Als Grund gab Bednatz den Zeitpunkt der Klage an, der in diesem Fall nach dem Beschluss zur Einrichtung der Schlichtungsstelle erfolgt war.
Der Prozess zur Klage von Hermann begann am 28. September 2011 vor der 14. Zivilkammer des Freiburger Landgerichts. Diese entschied am 4. November 2011, das Verfahren aufzuteilen, da sich die Zahl der beteiligten Parteien durch die zahlreichen Klageerweiterungen massiv erhöht hatte und elf Anwälte beteiligt waren. Bei einem dieser Verfahren, das in den Medien als das einer Hauseigentümerin gegen die Stadt Staufen mit einem Streitwert von 400.000 Euro bezeichnet wird, handelt es sich um die Klage Hermanns, die von seinen Erben fortgeführt wird. Ein weiteres Verfahren beinhaltet dessen Erweiterung auf das Land Baden-Württemberg sowie auf die Planungsbüros und das Bohrunternehmen. Den größten Streitwert von 30 Millionen Euro besitzt das dritte abgetrennte Verfahren zwischen Stadt, Planern und Bohrunternehmen.
Die Verfahren beider Kläger, Hermann und von der Forst, waren im September 2012 noch nicht abgeschlossen. Bis zum April 2015 wurde jedoch eines der beiden Verfahren vom Hauseigentümer für ruhend erklärt und ein Schlichtungsvorschlag eingereicht.
2017 wurde in einem außergerichtlichen Vergleich vereinbart, dass die Bohrfirma 1,175 Millionen Euro zahle. Die Gesamtschadenssumme wurden mit über 50 Millionen Euro beziffert.

## Rezeption
Die Staufener Hebungsrisse erfuhren am Anfang eine hohe Medienpräsenz, was dadurch begünstigt wurde, dass Bürgermeister Benitz sich für eine möglichst schnelle und ungefilterte Informationspolitik entschied und monatliche Pressekonferenzen veranstaltete. Auch überregionale Medien berichteten, so z. B. Die Welt, Spiegel Online und die WDR-Sendung Quarks & Co. Einige Meldungen wiesen auf die Ironie der Hebungsrissen in Staufen als Sterbeort des Johann Georg Faust hin. Die Badische Zeitung sprach von einem Risse-Drama und einer Risse-Krise, die Grünen-Politikerin Bärbl Mielich von einer Hebungs-Katastrophe. und die Zeitung Die Welt verglich den Boden unter der Stadt mit einem aufquellenden Hefeteig. Auch der YouTuber Tom Scott berichtete 2017 vor Ort von den Vorfällen und erhöhte damit deren Bekanntheit im englischsprachigen Raum.
Während die Medien größtenteils die Dramatik der Ereignisse hervorhoben, äußerte sich der Hydrogeologe Nico Goldscheider zusammen mit dem Geologen und Geophysiker Timothy D. Bechtel im Frühjahr kritisch zur Lage in Staufen und den Verantwortlichen: Nach Meinung dieser Autoren wurde bei den Arbeiten vorhandenes geologisches und geotechnisches Wissen ignoriert, was zu einem vorhersehbaren und verhinderbaren Desaster geführt habe. Sie kritisieren zudem das Gutachten von Schad, in dem die Wahrscheinlichkeit der Bohrungen als Ursache im Vergleich zu natürlichen Ursachen mit 2:1 beziffert wurde. Dieser Quote fehle jegliche Grundlage. Zudem sei es für die Hauseigentümer nicht hilfreich, dass das Bohrverfahren Stand der Technik gewesen sei. Sollte dies wirklich Stand der Technik sein, so die Autoren, könne etwas damit nicht in Ordnung sein. Mirko Benesch, der Freiburger Anwalt mehrerer Kläger gegen die mutmaßlich Verantwortlichen, ist der Meinung, dass „die Katastrophe in dem Ausmaß hätte verhindert werden können“. Im Dezember 2008 bezeichnete er im Tagesspiegel die Kernaussage des Schad-Gutachtens sowie die Ankündigung der Stadt, dass die Hauseigentümer bis zur Klärung der Ursache selbst für Reparaturen und Sicherungsmaßnahmen aufkommen müssten, zudem als „‚Ohrfeige‘ für die Betroffenen“.
Staufen wurde seither mehrfach als Beispiel angeführt, um die Gefahren von Bohrungen in den Gipskeuper darzustellen. Dies konnte in der Debatte um das Bahnprojekt Stuttgart 21 beobachtet werden, im Zuge dessen Tunnelbauarbeiten ebenfalls trockener Anhydrit angebohrt werden soll.[veraltet] Infolge der Berichterstattung kam es zudem zu einem Zulauf an Schaulustigen und Geologen.
Das baden-württembergische Umweltministerium erklärte im Juli 2009 auf eine Anfrage der SPD-Fraktion unter Claus Schmiedel, dass das Verhältnis von bekannten Schadensfällen zu den damals existierenden 14.775 Geothermie-Bohrungen (davon zwölf in Staufen) gering sei. Zur Verhinderung ähnlicher Probleme existiert seit Februar 2009 in vergleichbaren Gebieten eine Bohrtiefenbegrenzung auf den Gipsspiegel. Im März 2010 verschärfte die nahe gelegene Stadt Freiburg ihre Richtlinien für Bohrungen unter 100 m. Im Jahr 2011 wurden nach Angaben des Umweltministeriums in Baden-Württemberg und anderen Bundesländern deutlich weniger Erdwärmesondenanlagen in Betrieb genommen als in den Vorjahren.
Am 7. Oktober 2011 wurden durch das Umweltministerium die Leitlinien Qualitätssicherung Erdwärmesonden (LQS EWS) eingeführt, die den Leitfaden zur Nutzung von Erdwärme mit Erdwärmesonden ablöste. Im August 2012 berichtete das Ministerium von einer positiven Resonanz auf die landesweit gültigen Leitlinien. Die Leitlinien reduzierten die Risiken für neue Schadensfälle durch ihre geforderten Qualitätsstandards. Zudem sehe die Geothermiebranche die in den Leitlinien vorgeschriebene verschuldungsunabhängige Versicherung als Wettbewerbsvorteil. Die Leitlinien wurden im Wesentlichen in die Novelle des Wassergesetzes übernommen, die am 15. Januar 2013 von der Landesregierung zur Anhörung freigegeben und im Juli 2013 vom Ministerrat verabschiedet wurde. Nachdem der Landtag von Baden-Württemberg am 27. November 2013 das Gesetz verabschiedet hatte, trat es am 1. Januar 2014 in Kraft.